# 24ur.com
24ur.com – słoweński portal internetowy należący do przedsiębiorstwa mediowego Pro Plus. Znajduje się wśród najczęściej odwiedzanych witryn w kraju.
Serwis został założony w 1998 roku.
W ciągu miesiąca portal odnotowuje ok. 20 mln wizyt (stan na 2020 rok). W grudniu 2020 r. był 8. stroną WWW w kraju pod względem popularności (według rankingu Alexa Internet). We wrześniu 2011 r. zajmował piąte miejsce w Słowenii, za Google.si, Google.com, Facebook.com i Youtube.com. 